# Liste der Baudenkmale in Spremberg
In der Liste der Baudenkmale in Spremberg sind alle Baudenkmale der brandenburgischen Stadt Spremberg und ihrer Ortsteile aufgelistet. Grundlage ist die Veröffentlichung der Landesdenkmalliste mit dem Stand vom 31. Dezember 2021. Die Bodendenkmale sind in der Liste der Bodendenkmale in Spremberg aufgeführt.

## Baudenkmale in den Ortsteilen
In den Spalten befinden sich folgende Informationen:
- ID-Nr.: Die Nummer wird vom Brandenburgischen Landesamt für Denkmalpflege vergeben. Ein Link hinter der Nummer führt zum Eintrag über das Denkmal in der Denkmaldatenbank. In dieser Spalte kann sich zusätzlich das Wort Wikidata befinden, der entsprechende Link führt zu Angaben zu diesem Denkmal bei Wikidata.
- Lage: die Adresse des Denkmales und die geographischen Koordinaten. Link zu einem Kartenansichtstool, um Koordinaten zu setzen. In der Kartenansicht sind Denkmale ohne Koordinaten mit einem roten beziehungsweise orangen Marker dargestellt und können in der Karte gesetzt werden. Denkmale ohne Bild sind mit einem blauen bzw. roten Marker gekennzeichnet, Denkmale mit Bild mit einem grünen beziehungsweise orangen Marker.
- Bezeichnung: Bezeichnung in den offiziellen Listen des Brandenburgischen Landesamtes für Denkmalpflege. Ein Link hinter der Bezeichnung führt zum Wikipedia-Artikel über das Denkmal.
- Beschreibung: die Beschreibung des Denkmales
- Bild: ein Bild des Denkmales und gegebenenfalls einen Link zu weiteren Fotos des Baudenkmals im Medienarchiv Wikimedia Commons

### Graustein(Syjk)
| ID-Nr.   | Lage                    | Bezeichnung | Beschreibung | Bild           |
| -------- | ----------------------- | ----------- | --- | -------------- |
| 09125934 | An der Dorfaue 5 (Lage) | Dorfkirche  | Die evangelische Kirche wurde im Jahr 1914 erbaut. 1980 wurde die Kirche renoviert. Es ist ein Saalbau mit rundbogigen Fenstern. Der Westturm ist verbrettert und hat ein geknickten Spitzhelm. Im Inneren befindet sich ein Hufeisenempore aus dem Barock und ein Schnitzaltar aus dem 15. Jahrhundert. In der Turmvorhalle befindet sich eine Mondsichelmadonna. | weitere Bilder |

### Groß Luja(Łojow)
| ID-Nr.   | Lage                  | Bezeichnung                                            | Beschreibung                                                                                            | Bild                                                   |
| -------- | --------------------- | ------------------------------------------------------ | --- | ------------------------------------------------------ |
| 09125369 | Lange Straße 4 (Lage) | Dorfkirche mit Grabstein und Gedenkstein an der Kirche | Die evangelische Kirche wurde von 1898 bis 1899 erbaut. Die Ausstattung im Inneren ist aus der Bauzeit. | Dorfkirche mit Grabstein und Gedenkstein an der Kirche |

### Hornow(Lěšće)
| ID-Nr.            | Lage                                | Bezeichnung                                        | Beschreibung | Bild                                               |
| ----------------- | ----------------------------------- | -------------------------------------------------- | --- | -------------------------------------------------- |
| 09125032 Wikidata | Dorfstraße 43 (Lage)                | Dorfkirche                                         | Die evangelische Kirche St. Martin stammt aus dem 15. Jahrhundert. Der Turm wurde 1902 erbaut. Im Inneren ein Taufengel aus dem 18. Jahrhundert. | weitere Bilder                                     |
| 09125507          | Dorfstraße / Schulstraße (Lage)     | Gruftbau der Familie von Oertzen, auf dem Kirchhof | | Gruftbau der Familie von Oertzen, auf dem Kirchhof |
| 09125033          | Dorfstraße / Schulstraße (Lage)     | Grabsteine, auf dem Kirchhof                       | | Grabsteine, auf dem Kirchhof                       |
| 09125034          | Kahseler Weg / Muckrower Weg (Lage) | Sowjetischer Ehrenfriedhof                         | | Sowjetischer Ehrenfriedhof                         |
| 09125035          | Schulstraße 31 (Lage)               | Herrenhaus mit Park und Erbbegräbnis               | | Herrenhaus mit Park und Erbbegräbnis               |

### Lieskau(Lěsk)
| ID-Nr.   | Lage                                       | Bezeichnung | Beschreibung | Bild |
| -------- | ------------------------------------------ | --- | ------------ | --- |
| 09125302 | Lieskauer Dorfstraße 13, 14, 31, 32 (Lage) | Gutsanlage Lieskau mit Gutshaus, Nebengebäuden, Wirtschaftsgebäuden (südlich des Verwalterhauses), Einfriedung und Befestigung des Gutshofs sowie Park |              | Gutsanlage Lieskau mit Gutshaus, Nebengebäuden, Wirtschaftsgebäuden (südlich des Verwalterhauses), Einfriedung und Befestigung des Gutshofs sowie Park |

### Muckrow(Mokre)
| ID-Nr.   | Lage                                | Bezeichnung                                                              | Beschreibung | Bild                                                                     |
| -------- | ----------------------------------- | ------------------------------------------------------------------------ | ------------ | ------------------------------------------------------------------------ |
| 09125374 | Schloßstraße 1, Dorfstraße 9 (Lage) | Gutsanlage mit Herrenhaus, Verwalterhaus, Wirtschaftsgebäuden sowie Park |              | Gutsanlage mit Herrenhaus, Verwalterhaus, Wirtschaftsgebäuden sowie Park |

### Schwarze Pumpe(Carna Plumpa)
| ID-Nr.   | Lage                       | Bezeichnung                | Beschreibung | Bild                       |
| -------- | -------------------------- | -------------------------- | --- | -------------------------- |
| 09125909 | An der Heide 2 (Lage)      | Haltestelle und Kiosk      | | Haltestelle und Kiosk      |
| 09125920 | An der Heide 3 (Lage)      | Poliklinik                 | Ehem. Poliklinik in Schwarze Pumpe. Jetzt genutzt vom Werksärztlichen Dienst der LEAG. | Poliklinik                 |
| 09125042 | Dresdener Straße (Lage)    | Sowjetischer Ehrenfriedhof | | Sowjetischer Ehrenfriedhof |
| 09125043 | Fritz-Schulz-Straße (Lage) | Fritz-Schulz-Gedenkstätte  | Die Fritz-Schulz-Gedenkstätte besteht aus zwei Gedenksteinen. In der Nordecke des Grundstücks befindet sich das Denkmal für die Opfer des Faschismus (Fritz-Schulz-Gedenkstätte), in der Ostecke des Grundstücks befindet sich das Denkmal für Ernst Thälmann. Die Gedenkstätte befindet sich an der Ecke Fritz-Schulz-Straße/Lindenweg und ist von der Straße durch eine Hecke verdeckt. | Fritz-Schulz-Gedenkstätte  |

### Sellessen(Zelezna)
| ID-Nr.   | Lage                       | Bezeichnung                | Beschreibung | Bild                       |
| -------- | -------------------------- | -------------------------- | ------------ | -------------------------- |
| 09125044 | Bräsinchener Straße (Lage) | Sowjetischer Ehrenfriedhof |              | Sowjetischer Ehrenfriedhof |

### Spremberg (Grodk)
| ID-Nr.            | Lage                                                     | Bezeichnung | Beschreibung | Bild |
| ----------------- | -------------------------------------------------------- | --- | --- | --- |
| 09125272          | (Lage)                                                   | Stadtkern mit Kirchplatz und Langer Straße bis Lange Brücke einschließlich Bullwinkel                                                 | | Stadtkern mit Kirchplatz und Langer Straße bis Lange Brücke einschließlich Bullwinkel                                                 |
| 09125484          | Am Markt 1 (Lage)                                        | Rathaus | | Rathaus |
| 09125483          | Am Schweizergarten 19 (Lage)                             | Gaststätte „Schweizergarten“ | | Gaststätte „Schweizergarten“ |
| 09125002          | Am Spreedamm 3, Gartenstraße 10 (Lage)                   | Fabrikantenvilla mit Gartenmauer und gepflasterter Auffahrt                                                                           | | Fabrikantenvilla mit Gartenmauer und gepflasterter Auffahrt                                                                           |
| 09125525          | Bahnhofstraße (Lage)                                     | Bogenbrücke über die Kleine Spree | | Bogenbrücke über die Kleine Spree |
| 09125307          | Bahnhofsvorplatz 1–12 (Lage)                             | Bahnhofsiedlung Spremberg | | Bahnhofsiedlung Spremberg |
| 09125343          | Bergstraße 32 (Lage)                                     | Katholische Kirche St. Benno | | Katholische Kirche St. Benno |
| 09125437          | Berliner Straße 7 (Lage)                                 | Schlachthof | | Schlachthof |
| 09125494          | Berliner Straße 60 (Lage)                                | Rohpappenfabrik Nitschke; Hauptproduktionsgebäude, Kesselhaus mit zwei Schornsteinen und Fassade der einstigen Färberei               | Schornstein und Kesselhaus wurde im Zuge der Umgestaltung des Areals im Jahr 2012 abgetragen. | Rohpappenfabrik Nitschke; Hauptproduktionsgebäude, Kesselhaus mit zwei Schornsteinen und Fassade der einstigen Färberei               |
| 09125344          | Berliner Straße 65 (Lage)                                | Fassade der Villa | | Fassade der Villa |
| 09125279          | Burgstraße 5/6 (Lage)                                    | Wohn- und Geschäftshaus „Zum Burglehn“                                                                                                | | Wohn- und Geschäftshaus „Zum Burglehn“                                                                                                |
| 09125482          | Burgstraße 9 (Lage)                                      | Bürgerhaus | | Bürgerhaus |
| 09125892 Wikidata | Drebkauer Straße (Lage)                                  | Auferstehungskirche | | weitere Bilder |
| 09125267          | Drebkauer Straße (Lage)                                  | Gedenkstein aus Gosda | Gedenkstein aus Gosda (devastierter Ortsteil der ehemaligen Gemeinde Haidemühl), der an die Ermordung von 28 KZ-Häftlingen durch die SS erinnert; Dieser Gedenkstein wurde 1964 von Gosda auf den Spremberger Waldfriedhof umgesetzt. Der Gedenkstein steht nach offiziellen Angaben an der Dresdener Straße, befindet sich aber auf dem Waldfriedhof in der Drebkauer Straße.         | Gedenkstein aus Gosda |
| 09125008          | Dresdener Straße 10 (Lage)                               | Wohn- und Geschäftshaus | | Wohn- und Geschäftshaus |
| 09125393          | Friedrichstraße 2–5 (Lage)                               | Wohnblock | | Wohnblock |
| 09125004          | Gärtnerstraße 3 (Lage)                                   | Fabrikantenvilla | | Fabrikantenvilla |
| 09125322 Wikidata | Georgenberg (Lage)                                       | Ensemble Stadtpark mit Festwiese (Wiesengrund), Freilichtbühne, Schwanenteich, Slamer Friedhof, Bismarckturm, Loebenstein, Tietzstein | Bismarckturm nach Entwurf von Architekt Johannes Römmler (Stadtbaumeister in Guben, in Spremberg geboren), Einweihung 1903 | Ensemble Stadtpark mit Festwiese (Wiesengrund), Freilichtbühne, Schwanenteich, Slamer Friedhof, Bismarckturm, Loebenstein, Tietzstein |
| 09125321          | Georgenberg (Lage)                                       | Großplastik „Sowjetstern“ und Skulptur „Trauernde Mutter“ des sowjetischen Ehrenfriedhofs                                             | | Großplastik „Sowjetstern“ und Skulptur „Trauernde Mutter“ des sowjetischen Ehrenfriedhofs                                             |
| 09125268          | Georgenberg (Lage)                                       | Gedenkstätte für die Opfer des Faschismus (OdF)                                                                                       | | Gedenkstätte für die Opfer des Faschismus (OdF)                                                                                       |
| 09125262          | Georgenberg / Kirschallee (Lage)                         | Germaniastein | | Germaniastein |
| 09125499          | Georgenstraße 35 (Lage)                                  | Kontorhaus der Tuchfabrik Levy und Schornstein                                                                                        | Maschinenhaus der Tuchfabrik 2024 aus der Denkmalliste gestrichen und im November 2024 abgerissen. Geplante Neubebauung des Areals. | Kontorhaus der Tuchfabrik Levy und Schornstein                                                                                        |
| 09125541          | Geschwister-Scholl-Straße 34 (Lage)                      | Hauptgebäude der Tuchfabrik C. A. Krüger                                                                                              | | Hauptgebäude der Tuchfabrik C. A. Krüger                                                                                              |
| 09125276          | Grazer Straße (Lage)                                     | Wasserturm | | Wasserturm |
| 09125927          | Grazer Straße (Lage)                                     | Bahnhofsempfangsgebäude | | Bahnhofsempfangsgebäude |
| 09125271          | Johannesgasse / Mariengasse (Lage)                       | Stadtmauerreste | Koordinaten und Foto beziehen sich auf die Stadtmauerreste in der Johannisgasse | Stadtmauerreste |
| 09125581          | Johannesgasse (Lage)                                     | Turbinenanlage Altes Mühlenwerk (Stadtmühle)                                                                                          | ausgebaute Turbinenanlage der alten Mühle | Turbinenanlage Altes Mühlenwerk (Stadtmühle)                                                                                          |
| 09125257          | Jüdenstraße 2 (Lage)                                     | Bürgerhaus | | Bürgerhaus |
| 09125258          | Jüdenstraße 3 (Lage)                                     | Bürgerhaus | | Bürgerhaus |
| 09125255          | Jüdenstraße 5 (Lage)                                     | Bürgerhaus | | Bürgerhaus |
| 09125308          | Kantstraße 12 (Lage)                                     | Verwaltungsgebäude | | Verwaltungsgebäude |
| 09125280          | Karl-Marx-Straße 4 (Lage)                                | Wohn- und Geschäftshaus „Zur Börse“                                                                                                   | 2017 als Pension genutzt | Wohn- und Geschäftshaus „Zur Börse“                                                                                                   |
| 09125438          | Karl-Marx-Straße 6 (Lage)                                | Gasthaus und Logengebäude | | Gasthaus und Logengebäude |
| 09125277          | Karl-Marx-Straße 89, Geschwister-Scholl-Straße 23 (Lage) | Wohn- und Geschäftshaus „Bäckerei Huhn“                                                                                               | | Wohn- und Geschäftshaus „Bäckerei Huhn“                                                                                               |
| 09125278          | Karl-Marx-Straße 90 (Lage)                               | Wohn- und Geschäftshaus | | Wohn- und Geschäftshaus |
| 09125264          | Kirchplatz (Lage)                                        | Hauptkirche (Kreuzkirche) | Die Kreuzkirche wurde wahrscheinlich in der 2. Hälfte des 15. Jahrhunderts erbaut. Allerdings gibt es ältere Bauteile, so stammt der Turm wahrscheinlich vom Anfang des 14. Jahrhunderts. Die spätgotische Kirche mit drei Schiffen wurde im Zweiten Weltkrieg nicht beschädigt. Im Inneren befindet sich ein Altarretabel aus dem Jahr 1660. Die Kanzel wurde um 1730/1735 eingebaut. | weitere Bilder |
| 09125265          | Kirchplatz (Lage)                                        | Landkirche (Wendische Kirche) | | Landkirche (Wendische Kirche) |
| 09125252          | Lange Straße 9 (Lage)                                    | Bürgerhaus, Vorderhaus mit Barockgiebel                                                                                               | | Bürgerhaus, Vorderhaus mit Barockgiebel                                                                                               |
| 09125323          | Lange Straße 10 (Lage)                                   | Barockgiebel des Bürgerhauses | | Barockgiebel des Bürgerhauses |
| 09125309          | Lange Straße 14 (Lage)                                   | Wohn- und Geschäftshaus | | Wohn- und Geschäftshaus |
| 09125256          | Lange Straße 15 (Lage)                                   | Neues Kavalierhaus | | Neues Kavalierhaus |
| 09125310          | Lange Straße 16 (Lage)                                   | Wohn- und Geschäftshaus | | Wohn- und Geschäftshaus |
| 09125253          | Lange Straße 22 (Lage)                                   | Bürgerhaus | | Bürgerhaus |
| 09125968          | Lange Straße 22c (Lage)                                  | Verkaufspavillon | | Verkaufspavillon |
| 09125311          | Lange Straße 30 (Lage)                                   | Wohn- und Geschäftshaus | | Wohn- und Geschäftshaus |
| 09125254          | Lange Straße 31 (Lage)                                   | Wohn- und Geschäftshaus „Erbburglehn“                                                                                                 | | Wohn- und Geschäftshaus „Erbburglehn“                                                                                                 |
| 09125357          | Lange Straße 33 (Lage)                                   | Wohn- und Geschäftshaus | | Wohn- und Geschäftshaus |
| 09125312          | Mittelstraße 1, 2 (Lage)                                 | ehem. Realgymnasium mit Rektorwohnhaus                                                                                                | heute Erwin-Strittmatter-Gymnasium; erbaut 1909–1911 nach Entwurf der Berliner Architekten Ferdinand Köhler und Paul Kranz | ehem. Realgymnasium mit Rektorwohnhaus                                                                                                |
| 09125261          | Poststraße 1 (Lage)                                      | Postamt (Baukörperhülle) | Das Postamt ist ein Ziegelbau im Stil der Neorenaissance. Erbaut wurde das Gebäude im Jahre 1883, der Anbau zur Langestraße kam 1890 hinzu. Gebäude wurde bis zum August 2017 als Postamt genutzt. | Postamt (Baukörperhülle) |
| 09125274          | Poststraße 1 (Lage)                                      | „Telegrafenturm“ der Deutschen Post                                                                                                   | 1890 erbaut | „Telegrafenturm“ der Deutschen Post                                                                                                   |
| 09125313          | Poststraße 2 (Lage)                                      | Wohn- und Geschäftshaus | | Wohn- und Geschäftshaus |
| 09125273          | Ringstraße / Zuckerstraße (Lage)                         | Sühnekreuz | | Sühnekreuz |
| 09125270 Wikidata | Schloßbezirk 3 (Lage)                                    | Schloss und Schlossgraben | Das Schloss Spremberg war ursprünglich eine romanische Wasserburg, später wurde das Gebäude unter den Herzögen von Sachsen-Merseburg, insbesondere dem Herzog Heinrich, zu einer frühbarocken Anlage ausgebaut. Nach dem Aussterben der Merseburger Sekundogenitur und Übernahme des Schlosses in kursächsischen Besitz 1738 diente es bis 1997 Verwaltungszwecken.                    | weitere Bilder |
| 09125269          | Schloßbezirk 3 (Lage)                                    | Rosengitter (Nachbildung) | Hier eine Detailabbildung des Rosengitters. | Rosengitter (Nachbildung) |
| 09125001          | Schloßbezirk 5 (Lage)                                    | Gerichtsgebäude | | Gerichtsgebäude |
| 09125439          | Weberweg 1, 2, 3 (Lage)                                  | Wohnhaus mit drei Nebengebäuden | | Wohnhaus mit drei Nebengebäuden |
| 09125332 Wikidata | Wirthstraße 1 (Lage)                                     | Schulgebäude (ehemalige Mädchenschule) mit Turnhalle und Einfriedung                                                                  | 1905 erbaut und 2001–2002 umfassend renoviert; Heute beherbergt das Gebäude es die Berufsorientierende Oberschule Spremberg (BOS). | weitere Bilder |

### Trattendorf(Dubrawa)
| ID-Nr.   | Lage                      | Bezeichnung | Beschreibung | Bild           |
| -------- | ------------------------- | --- | ------------ | -------------- |
| 09125865 | Kraftwerkstraße 42 (Lage) | Verwaltungsgebäude, 6-kV-Schalthaus, 20-kV-Schalthaus, Hauptwerkstatt und Lager/Magazin des ehemaligen Kraftwerks Trattendorf |              | weitere Bilder |

## Ehemalige Baudenkmale
| ID-Nr. | Lage                                | Bezeichnung | Beschreibung | Bild     |
| ------ | ----------------------------------- | ----------- | ------------ | -------- |
|        | Graustein Muskauer Straße 28 (Lage) | Wohnhaus    |              | Wohnhaus |